# William Huntington Kirkpatrick

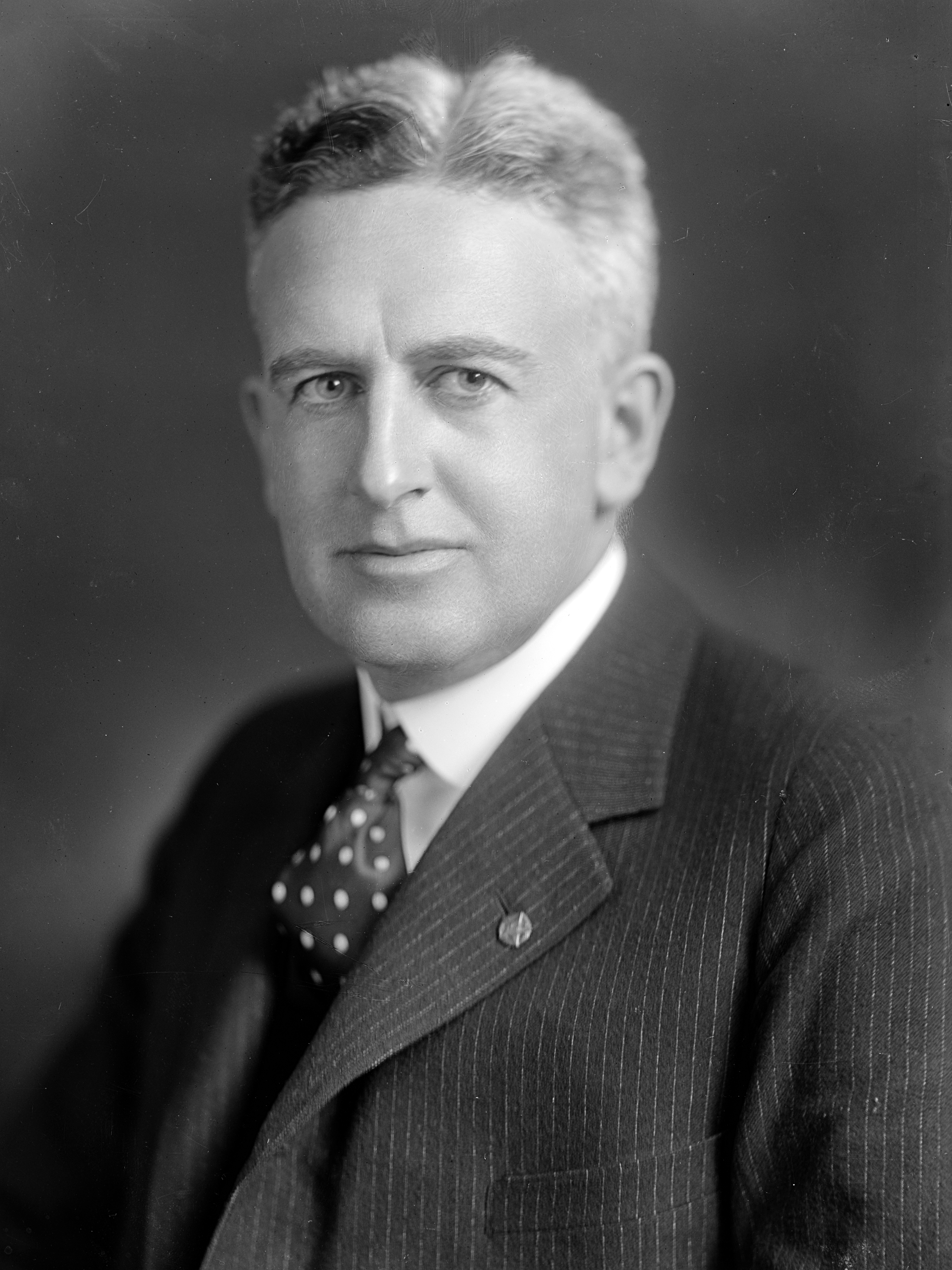
William Huntington Kirkpatrick

William Huntington Kirkpatrick (* 2. Oktober 1885 in Easton, Pennsylvania; † 28. November 1970 in Cumberstone, Maryland) war ein US-amerikanischer Jurist und Politiker. Zwischen 1921 und 1923 vertrat er den Bundesstaat Pennsylvania im US-Repräsentantenhaus; später wurde er Bundesrichter.

## Werdegang
William Kirkpatrick war der Sohn des Kongressabgeordneten William Sebring Kirkpatrick (1844–1932). Er besuchte die öffentlichen Schulen seiner Heimat und danach bis 1905 das Lafayette College. Nach einem anschließenden Jurastudium an der Law School der University of Pennsylvania in Philadelphia und seiner 1908 erfolgten Zulassung als Rechtsanwalt begann er in Easton in diesem Beruf zu arbeiten. Während des Ersten Weltkrieges diente er zunächst als Major und dann als Oberstleutnant in der Rechtsabteilung der United States Army. Dabei gehörte er einer Kommission zur Überprüfung von Kriegsgerichtsurteilen an.
Politisch wurde Kirkpatrick Mitglied der Republikanischen Partei. Bei den Kongresswahlen des Jahres 1920 wurde er im 26. Wahlbezirk von Pennsylvania in das US-Repräsentantenhaus in Washington, D.C. gewählt, wo er am 4. März 1921 die Nachfolge des Demokraten Henry Joseph Steele antrat. Da er im Jahr 1922 nicht bestätigt wurde, konnte er bis zum 3. März 1923 nur eine Legislaturperiode im Kongress absolvieren.
Nach dem Ende seiner Zeit im US-Repräsentantenhaus praktizierte Kirkpatrick zunächst wieder als Anwalt. Im März 1927 wurde er durch Präsident Calvin Coolidge zum Richter am Bundesbezirksgericht für den östlichen Distrikt von Pennsylvania berufen. 1933 wurde er in diesem Bezirk Vorsitzender Richter; dieses Amt bekleidete er bis 1958. Er starb am 28. November 1970 in Cumberstone.